# Thomas M. Antonsen Jr.
Thomas Marbory Antonsen Jr. (Hackensack, 7 de diciembre de 1950) es un físico estadounidense. Se desempeña como profesor distinguido del Departamento de Física y del Departamento de Ingeniería Eléctrica e Informática de la Universidad de Maryland.

## Biografía
Se graduó de la Universidad Cornell con una licenciatura en ingeniería eléctrica en 1973, una maestría en 1976 y un doctorado en 1977.
Fue becario postdoctoral del Consejo Nacional de Investigación en el Laboratorio de Investigación Naval entre 1976 y 1977 y científico investigador en el Laboratorio de Investigación de Electrónica del MIT de 1977 a 1980. Se unió a la Universidad de Maryland en 1980 como asistente de investigación, donde sus intereses de investigación incluyen la dinámica no lineal y la teoría del caos y el plasma.

### Vida personal
Está casado y tiene 3 hijos.

## Premios y honores
Fu elegido miembro de la Sociedad Estadounidense de Física en 1986 por sus "contribuciones a la teoría de la estabilidad de los plasmas de alta temperatura y la teoría de la producción de haces de iones intensos". Fue nombrado miembro del Instituto de Ingenieros Eléctricos y Electrónicos (IEEE) en 2012 por "contribuciones a la teoría de plasmas confinados magnéticamente, interacciones láser-plasma y fuentes de radiación coherente de alta potencia".
Recibió el premio John Pierce a la excelencia en electrónica de vacío 2016 del IEEE. También recibió el premio IEEE Marie Sklodowska-Curie 2022 y el premio James Clerk Maxwell de Física del Plasma 2023 de la Sociedad Estadounidense de Física.